# Haplochromis bicolor
Haplochromis bicolor es una especie de peces de la familia Cichlidae en el orden de los Perciformes.

## Morfología
Los machos pueden llegar alcanzar los 15 cm de longitud total.

## Alimentación
Come principalmente caracoles y  larvas de insectos.

## Hábitat
Vive en zonas de clima tropical hasta los 12 m de profundidad.

## Distribución geográfica
Se encuentra en el lago Victoria (África Oriental).

## Estado de conservación
La introducción de depredadores, como Lates niloticus , y la sobrepesca parecen ser los responsables de la práctica desaparición de esta especie en los últimos años .